# 13 Vulpeculae
13 Vulpeculae (13 Vul) es una estrella en la constelación Vulpecula.